# Kreisgericht Grätz
Das Kreisgericht Grätz  war von 1849 bis 1878 ein preußisches Kreisgericht mit Sitz in Grätz.

## Geschichte
In Grätz bestand bis 1849 das Land- und Stadtgericht Grätz. Nach der Märzrevolution wurde dieses Gericht aufgehoben und in der ganzen Provinz Posen einheitlich Kreisgerichte gebildet. In Grätz  entstand so das Kreisgericht Grätz. Es war eines von 16 Kreisgerichten im Sprengel des Appellationsgerichts Posen.
Der Sprengel des Kreisgerichts Grätz  umfasste den  Kreis Buk mit den Städten Buk, Grätz, Neustadt bei Pinne, Neutomysl und Opalenitza mit 51.369 Gerichtseingesessenen (1861). Das zuständige Schwurgericht war das Kreisgericht Meseritz. Gerichtstage wurden in Buk, Neustadt und Neutomysl gehalten. Das Gericht bestand aus einem Direktor und acht Kreisrichtern.
Im Rahmen der Reichsjustizgesetze wurde das Gerichtswesen in Deutschland 1879 vereinheitlicht. Damit wurde das Kreisgericht Grätz aufgehoben und das königlich preußische Amtsgericht Grätz  mit Wirkung zum 1. Oktober 1879 als eines von acht Amtsgerichten im Bezirk des Landgerichtes Meseritz als Nachfolger gebildet.